# Jules Deelder
Justus Anton (Jules) Deelder, vaak ook publicerend onder de naam J.A. Deelder (Rotterdam, 24 november 1944 – aldaar, 19 december 2019) was een Nederlandse dichter, voordrachtskunstenaar en schrijver.

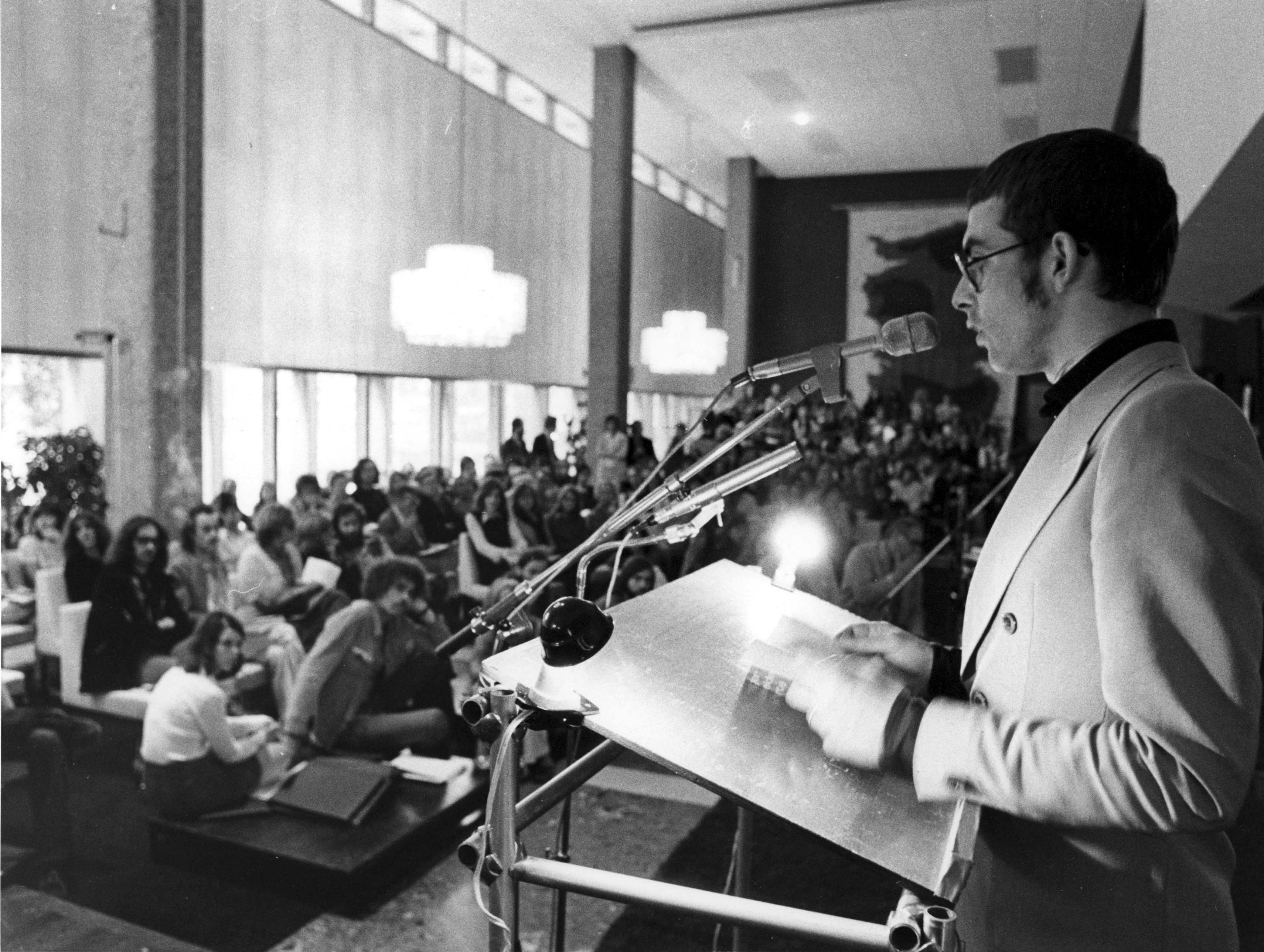
De opening van Poetry International in de Doelen; Jules Deelder aan het woord, 1974

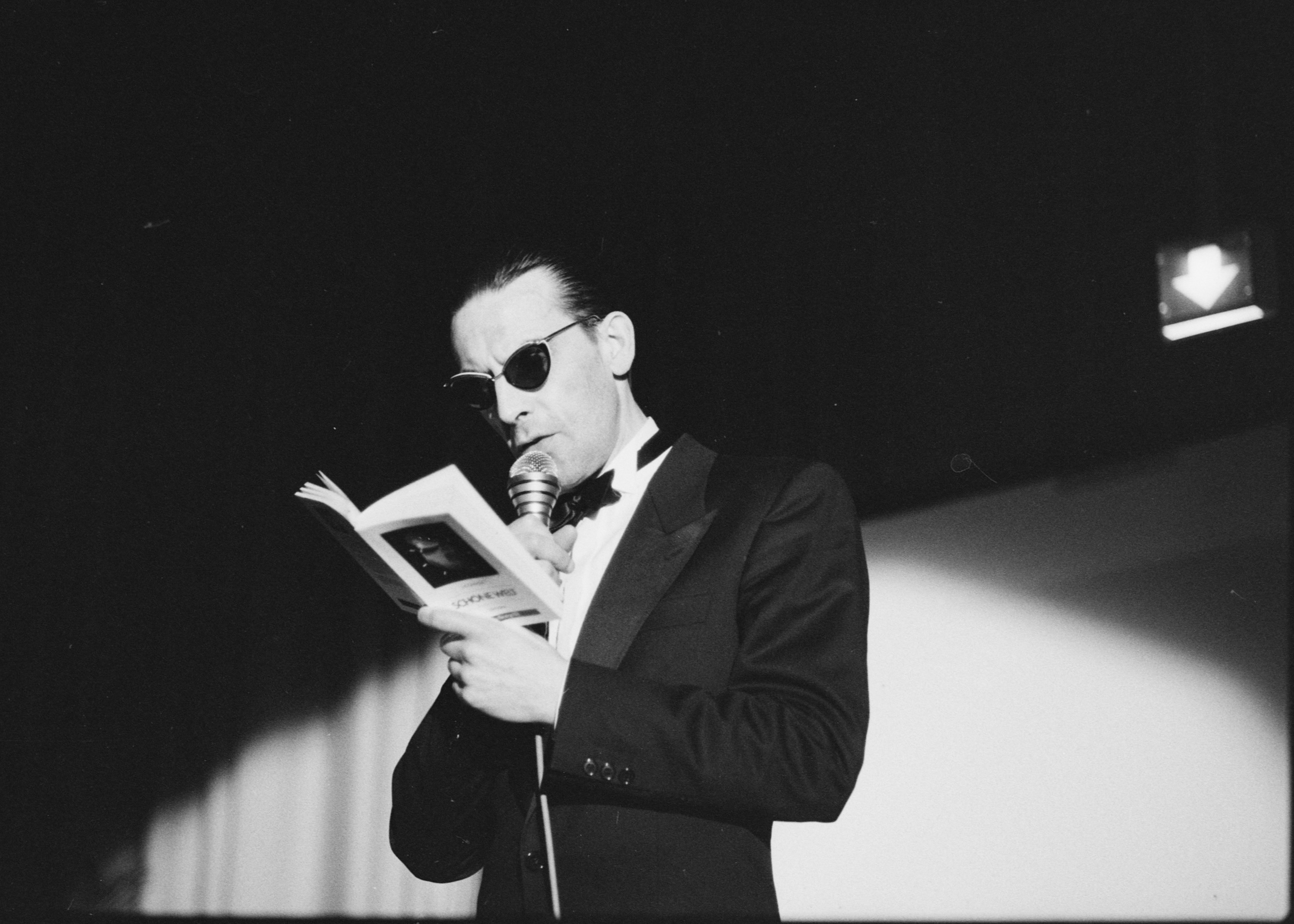
Jules Deelder, op podium voorlezend uit Schöne Welt, 1987

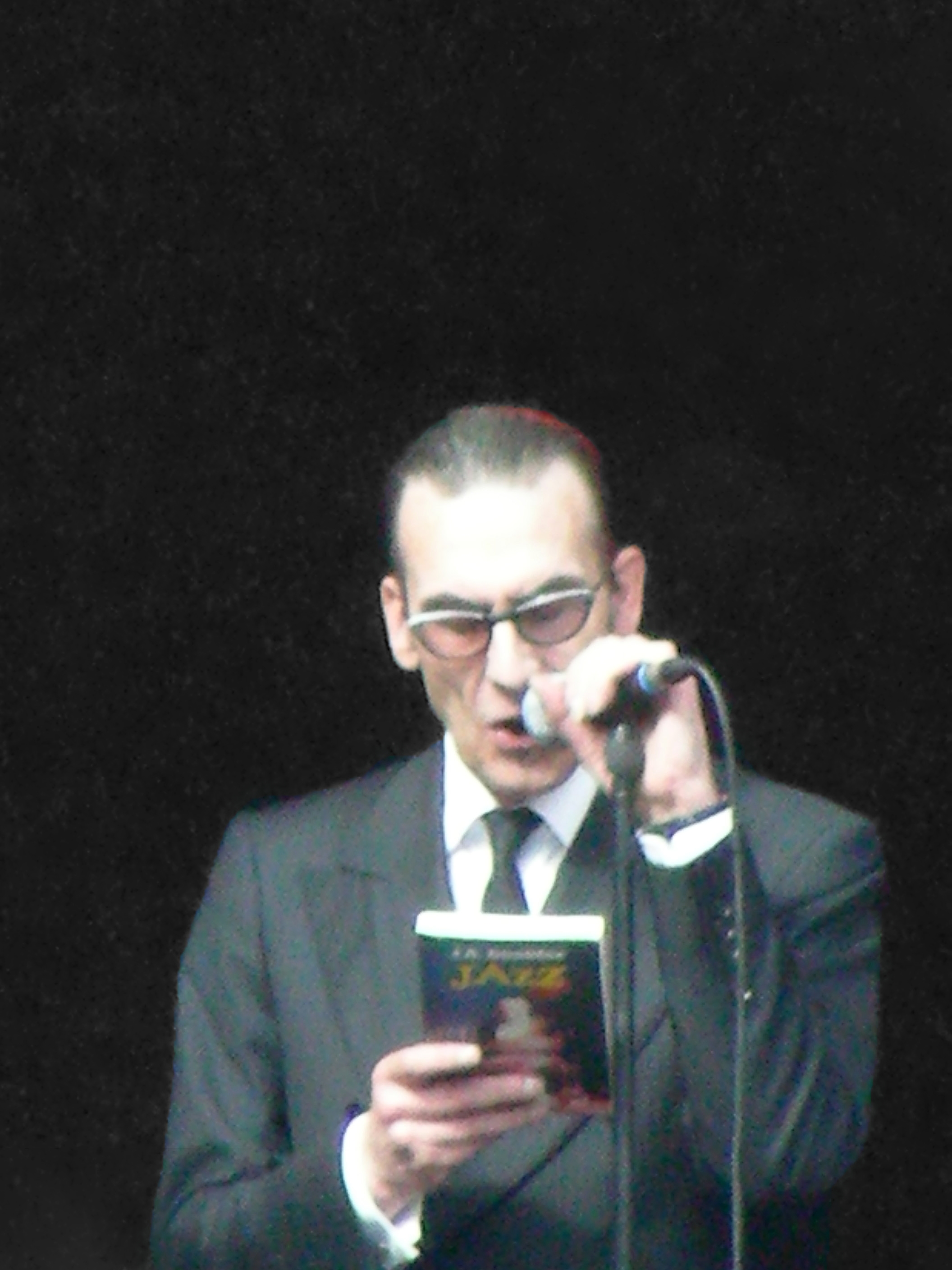
Deelder met zijn boek Jazz, 2007

## Leven en schrijven
Deelder werd geboren in de wijk Overschie in Rotterdam. Na de HBS studeerde Deelder enkele jaren voor de mo-akte Nederlands. Op zijn elfde schreef hij zijn eerste gedicht met de titel Hoort, men werpt een atoombom. In 1962 debuteerde hij in het Algemeen Handelsblad met het gedicht Straat.
Hij werd ontdekt door de schrijver en dichter Simon Vinkenoog, door Deelder steevast aangeduid als "ene Simon V. te A.", die hem uitnodigde als deelnemer aan een poëzie-manifestatie in het Amsterdamse theater Carré in 1966. Drie jaar later verscheen zijn debuutbundel Gloria Satoria (1969). Verscheidene bundels volgden en Deelder ging ook korte verhalen schrijven. In 1976 werd zijn prozadebuut Proza gepubliceerd.
Jules Deelder zocht in zijn poëzie ook wel de randjes op, zo trok zijn gedicht Oh Kut  - ook als lied uitgebracht - heel wat aandacht.
Een hoogtepunt in zijn prozawerk is The Dutch Windmill (1980), zijn biografie over de Rotterdamse bokser Bep van Klaveren. Niet in de laatste plaats vanwege het uitermate kleurrijke stadsbargoens van de meervoudige Europees kampioen en de Olympisch kampioen vedergewicht van 1928 in Amsterdam.
Sinds 1988 doen in Rotterdam de vuilniswagens de ronde met dichtregels op de zijkant, drie bevatten tekst van Deelder.
Deelder werd de nachtburgemeester van Rotterdam genoemd en had een opvallende presentatie. Hij ging onveranderd gekleed in een zwart maatpak, droeg zijn zwart geverfde haar altoos strak achterovergekamd en droeg een soul patch en een kunstzinnige bril. Het tijdschrift Esquire koos hem in 2010 als de best geklede man in het 20-jarig bestaan van het tijdschrift.
Deelder leefde langdurig samen met Annemarie Fok. In 1985 werd hun dochter Ari geboren. Hij schreef over haar het gedicht Voor Ari. De zestien regels zijn in 2002 afgebeeld over een lengte van 900 meter op de westwand van het fietspad in de Beneluxtunnel onder de Nieuwe Maas, tussen Pernis en Schiedam/Vlaardingen.
Op zijn 70e verjaardag werd een standbeeld van hem onthuld bij Café Ari, waar hij vaak kwam. Het beeld, ontworpen door Lenny Oosterwijk, is in de vorm van een levensgroot silhouet.
Op 24 november 2019 werd zijn 75e verjaardag gevierd met een optreden en verschillende bekende gasten in theater De Doelen in Rotterdam. Daags daarvoor verscheen een uitgebreid interview met Deelder en een portret op de voorpagina in het Algemeen Dagblad. Op de avond van 18 december werd hij onwel; hij werd opgenomen in het plaatselijke Erasmusziekenhuis waar hij de volgende ochtend overleed. Hij werd 75 jaar, volgens zijn familie "tot zijn eigen verbazing".

## Popera
In 1968 en 1969 maakte Deelder deel uit van de Rotterdamse popgroep Popera, die verder bestond uit Rob en Roselie Peters en componist Peter Snoei. Popera, opvolger van Schlagergezelschap De Hyacinth, maakte Engelstalige popmuziek die geïnspireerd was op operamuziek. De groep bracht drie singles uit en nam een aantal demo's op. In 2013 werden een aantal van deze nummers opnieuw uitgevoerd op Radio Rijnmond, door hedendaagse artiesten.

## Theater

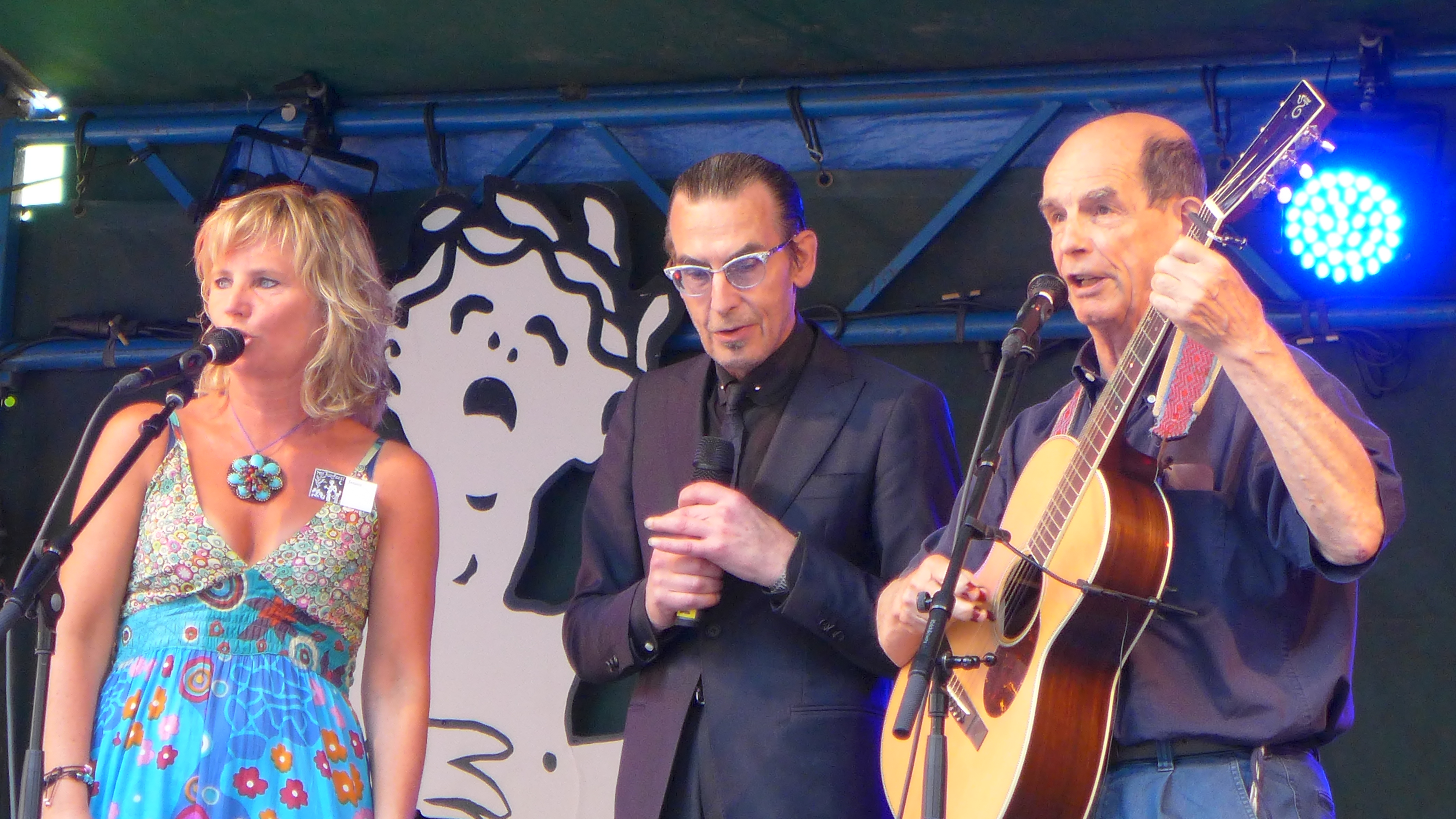
Jules Deelder zingt samen met Jessica van Noord en Joop Visser het lied Rotterdamse vrouw van Joop Visser op Het Tuinfeest in 2013

Deelder noemde zichzelf het liefst "aucteur"; een auteur die zowel gelezen, als gezien en gehoord moest worden. Hij declameerde in tal van kleine theaters en jeugdhonken, met wisselend succes. Vanaf het midden van de jaren tachtig trad hij met eigen theaterprogramma's ook op in grotere theaterzalen.
Het jazzcombo 'Trio me Reet' dat in veel van zijn shows optrad, bestond uit Chris Koenen (gitaar), Aad van Pijlen (basgitaar) en de tenorsaxofonisten Boris van der Lek en Ger 'Sax' van Voorden. Deelder beroerde dan als vierde man met zijn brushes het drumstel.

## Stijl en thema's
Het accent en de dictie van Deelder waren uitgesproken Rotterdams. Zijn spraak kan volgens taalkundigen gelden als typerend voor het Rotterdamse dialect en dat geldt ook voor een deel van zijn woordkeus. Deelder gebruikte daarnaast veelal korte zinnen, doorspekt met Engelse termen en woorden uit de wereld van de popmuziek.
Hij wordt gerekend tot de performance poets of popdichters en hij sluit daarmee aan bij de beatgeneration van buitenlandse dichters als Allen Ginsberg en Jack Kerouac.
Regelmatig terugkerende thema's in zijn werk zijn Rotterdam, drugs, jazz, de Tweede Wereldoorlog en het Derde Rijk. Veel van zijn werk is absurdistisch.

## Jazz
Deelder stond ook bekend om zijn liefde voor de jazz. Hij verzamelde jazzmuziek, maar alleen in de vorm van analoge grammofoonplaten, omdat volgens hem de gecomprimeerde digitale opnametechniek afbreuk zou doen aan de kwaliteit. Hij heeft niettemin een viertal cd's uitgebracht met de beste opnamen uit zijn eigen verzameling: Deelder draait (2002), Deelder draait door (2003), Deelder blijft draaien (2004) en Deelderhythm (2006).
Op 1 februari 2007 kreeg Deelder een eigen radioprogramma bij Arrow Jazz FM, waar hij platen uit eigen collectie mocht draaien. Hij voegde weinig gesproken tekst toe, want "over muziek wordt veel gezeken, wij doen daar niet aan mee, wij draaien liever plaatjes". Hij draaide op zaterdagmiddag van vijf tot zes jazzplaten op Radio Rijnmond en hij trad − onbetaald − in gevangenissen op. Ook was hij dj in strandpaviljoens.
Sinds 2012 maakte Deelder deel uit van de Deeldeliers. Een "jazz" band waarin hij drums speelde en zong. Samen met organist en pianist Bas van Lier, saxofonist Boris van der Lek en slagwerker Erik Kooger trokken ze langs pop-, jazz- en theaterpodia in Nederland en België. Over het ontstaan van de band verscheen een bioscoopfilm en een dvd, gevolgd door een lp (de Deeldeliers), een cd (de Deeldeliers Live) en een lp/cd (Deeldelirium).

## Televisie
In 1977 verscheen Deelder voor het eerst op de televisie, in de VPRO-documentaire Stadslicht over Rotterdam.
In 1983 was hij 'tafelgenoot' van Moniek Toebosch in Taal; het vierde deel van het door haar gepresenteerde VPRO-televisieprogramma Aanvallen van Uitersten, live uitgezonden vanuit het theater Carré in het kader van het Holland Festival.
In 1995 en 1996 had Deelder op de late vrijdagavond een eigen wekelijkse talkshow bij Veronica, genaamd Deelder vanuit Parkzicht in Rotterdam, met gasten uit binnen- en buitenland. Hij ontving in 1996 Herman Brood ter gelegenheid van diens 50e verjaardag.
In 2013 zond NPO de 2Doc-documentaire Mijn leven als Deelder uit.
Op 25 januari 2017 had Deelder een nogal spraakmakend optreden in de talkshow Jinek. Hij was te gast om te praten over het door hem geschreven Poëziegeschenk voor de Poëzieweek 2017, Rotterdamse kost, maar hij dreef talkshowhost Eva Jinek regelmatig tot wanhoop door gedurende de gehele uitzending dwars door alle andere gasten heen te blijven praten.
Verder in 2017 deed hij mee aan het tv-programma Verborgen verleden, waarin hij op zoek ging naar zijn familieachtergrond. Hij bleek af te stammen van Cornelis Gielis (geboren ca. 1675), een cartograaf die de eilandengroep Spitsbergen in kaart had gebracht.
Deelder was een maand voor zijn dood voor het laatst live op televisie in het programma Pauw op 20 november 2019, waarin hij het nummer Vogelvrij zong. Op 24 november 2019 ging de FOX Sports DOC: Deelder, oer-Spartaan in première.

## Voetbal
Deelder was voetballiefhebber en een verstokt fan van de voetbalclub Sparta. Zijn vader schreef hem na zijn geboorte eerst in als lid van Sparta en daarna pas bij de burgerlijke stand. Hij kwam sinds 1949 in het Spartastadion Het Kasteel. Deelder woonde van het eerste elftal elke thuiswedstrijd bij, behalve als hij aan het werk was. Hij speelde de hoofdrol in de eerste tv-commercial in het Nederlandse betaald voetbal: "Sparta, naar vore!". Toen het Nederlands elftal op het Europees Kampioenschap in 1988 in de halve finale de beladen wedstrijd tegen West-Duitsland won, dichtte Deelder: "Zij die vielen / rezen juichend / uit hun graf".

Op zijn 75e verjaardag werd hij benoemd tot lid van verdiensten van Sparta en kort na zijn overlijden speelde het eerste team met een zwarte rouwband, bedrukt met Deelders portret. Ook werden twee regels uit zijn bekendste Sparta-gedicht geprojecteerd:
Als Spartaan zijn wij geboren
Als Spartanen sterven wij

## Speed
Deelder was decennialang, tot aan zijn overlijden, verslaafd aan amfetamine. Hij diende zichzelf het middel toe met een injectiespuit.
Citaat Deelder: "Het leven zonder speed is het leven niet!"

## Auto's
Deelder was een Citroën-fan en verplaatste zich bij voorkeur per Citroën CX, hoewel hij in een reclamefilmpje voor Basiq Air bereid was om uit een Citroën DS te stappen.
Deelder hield van tempo. Hij reed volgens eigen zeggen met zijn auto "altijd zo hard mogelijk". In zijn bundel Hol gelach (1997) beschrijft Deelder enkele van zijn verkeersongelukken en bijna-doodervaringen. Ironisch genoeg reed hij in de zomer van 1997 op Voorne-Putten een Citroën CX total loss tegen een "naar het Oostfront racende brandweermof", een Duitse brandweerwagen die toevallig terugkwam van een oefening in het havengebied Europoort. Of zijn verkeersongelukken in deze verhalen werkelijk autobiografisch zijn, is de vraag. In 2012 liet hij weten nog nooit in een ziekenhuis te hebben gelegen, op één keer na: "Ik werd aangereden door een Duitse brandweerwagen die net had geoefend bij de Euromast."

## Reclame en de eigen BV
Deelder trad ook op in radio- en televisiereclames. Voor de 'lichte borrel' van Legner, de luchtvaartmaatschappij Basiq Air, en het wasmiddel Robijn - waarvoor hij zelfs een maagdelijk wit kostuum aantrok. Hij was samen met dichter en performer Johnny van Doorn te zien in een reclame voor het alweer verdwenen zoutje 'Djokja'. Deelder was al in de jaren zestig actief in de reclamewereld en gold als een talent in Rotterdamse reclamekringen. Zijn motto was daarbij: "Wat nergens op lijkt, is echt". Deelder zei in een interview over reclame: "[Reclame is] ook een cultuuruiting en aangezien ik een BV heb voor verspreiding van eigentijdse cultuur doe ik dus ook aan reclame."
De BV Deelder bevordert volgens de statuten "Verkoop van eigentijdse cultuuruitingen in de ruimste zin van het woord." In 1995 ging het door belastingschuld en een mislukt kunstproject niet zo goed met de BV Deelder, wat leidde tot een breuk met zijn manager René Vallentgoed, voor wie het ontslag als een volslagen verrassing kwam.
Hij sloot zijn theateroptredens steevast af met het signeren van ter plekke verkocht werk.

## Jimi Hendrix en het briefje
Een ontmoeting met Jimi Hendrix op 10 november 1967 heeft grote indruk op Deelder gemaakt. In verscheidene boeken heeft Deelder over deze ontmoeting geschreven.
In een documentaire over deze ontmoeting onder de titel Mind & Fancy beweert Deelder dat Hendrix hem een handgeschreven briefje gaf. In een interview met Piet Piryns uit 1984 wordt het ook genoemd, maar anno 2004 kon hij het briefje niet meer vinden. Naderhand beweerde Deelders vriendin dat het briefje inmiddels weer was opgedoken. In een uitzending op 29 december 2008 van het tv-muziekprogramma Top 2000 à Go-Go deed Deelder deze inmiddels beroemde anekdote nogmaals uit de doeken. Hij was dit keer wel in staat het veelbesproken briefje voor de camera te tonen. Er staat geschreven: Let your mind and fancy roll on.

## Prijzen
In 1988 ontving Deelder de Anna Blaman Prijs voor zijn gehele oeuvre. In 1999 werd de Johnny van Doornprijs voor de Gesproken Letteren aan hem toegekend. In 2005 ontving Deelder de Edisonprijs voor zijn cd Deelder blijft draaien. In hetzelfde jaar werd hem de Tollensprijs toegekend voor de "grote stilistische kracht van zijn geestrijke oeuvre en zijn pionierswerk voor een moderne theatrale podiumpresentatie van poëzie", aldus het juryrapport. De stad Rotterdam kende hem in 2004 de Wolfert van Borselenpenning toe.

## Overlijden
Zowel bij voetbalclub Sparta, als op het stadhuis van Rotterdam, werd een condoleanceregister geopend. Burgemeester Ahmed Aboutaleb van Rotterdam bood de nabestaanden een stadsbegrafenis aan. Op het stadhuis hing de vlag van Rotterdam halfstok.
De twee voormalige burgemeesters van Rotterdam Bram Peper en Ivo Opstelten plaatsten met Aboutaleb een rouwadvertentie in het Algemeen Dagblad. Een deel van de tekst bestond uit: "Wij treuren om het verlies van een icoon van Rotterdam en een oud-collega, die tientallen jaren de nacht in Rotterdam voor zijn rekening nam."
In de eerste thuiswedstrijd na zijn overlijden speelden de Sparta-spelers met een rouwband om. Vooraf werd een minuut stilte in acht genomen en was in het stadion Deelders portret zichtbaar op een groot videoscherm. In de 75e speelminuut, de leeftijd die Deelder bereikte, klonk er massaal applaus vanaf de tribune.
Op 31 december 2019 werd hij in besloten kring gecremeerd in Overschie. Daarna was er een publieke bijeenkomst in de foyer van theater De Doelen waar live muziek gespeeld werd. Loco-burgemeester Bert Wijbenga en dichter/schrijver Bart Chabot behoorden tot de sprekers.

## Biografie
Reeds een jaar voor zijn onvoorzien overlijden in december 2019 was journalist en auteur Anton Slotboom door een uitgever benaderd voor het schrijven van een biografie over Deelder. Die zou worden uitgebracht ter ere van Deelders 75e verjaardag. Toen Slotboom vernam dat de dichter was overleden, besloot hij het manuscript van het in november 2019 reeds verschenen De zin van het leven ben je zelf - het compromisloze bestaan van Jules Deelder te herschrijven. Deze aangepaste uitgave verscheen in februari 2020.

### Poëzie

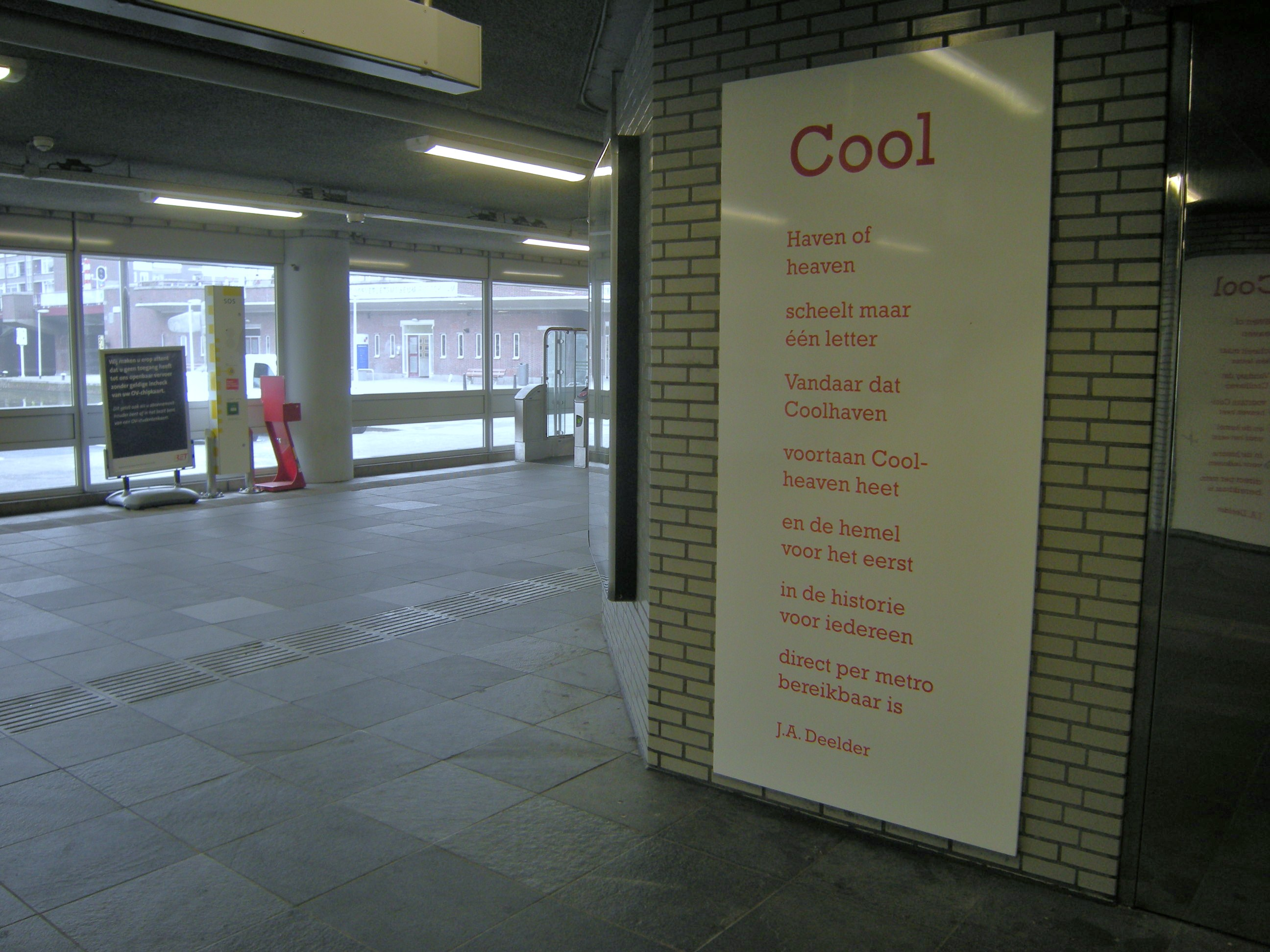
Gedicht van Deelder op metrostation Coolhaven.

- ABC voor de genieter van Marihuana (onder pseudoniem: 'Julian the Joint', met 'Yousouph Ben Houpla',[49] Bureau in Search for the Living, 1968)
- Gloria Satoria (De Bezige Bij, 1969)
- Dag en nacht geopend (De Bezige Bij, 1970)
- Boe! (De Bezige Bij, 1972)
- Op de deurknop na (De Bezige Bij, 1972)
- De zwarte jager (De Bezige Bij, 1973)
- Moderne gedichten (De Bezige Bij, 1979)
- Sturm und Drang (De Bezige Bij, 1980)
- Junkers 88 (De Bezige Bij, 1983)
- Portret van Olivia de Havilland (De Bezige Bij, 1985)
- Interbellum (De Bezige Bij, 1987)
- Lijf- en andere gedichten (De Bezige Bij, 1991)
- Euforismen (De Bezige Bij, 1991)
- Renaissance: gedichten '44-'94 (De Bezige Bij, 1994)
- Transeuropa (De Bezige Bij, 1995)
- Het lot van de eenhoorn (De Bezige Bij, 1997)
- Bijbelsch (De Bezige Bij, 1999)
- N.V. Verga (De Bezige Bij, 2001)
- Inderdaad nee (met tekeningen van Herman Brood; Nijgh en Van Ditmar, 2003)
- Zonder dollen (De Bezige Bij, 2004)
- Vrijwel alle gedichten (De Bezige Bij, 2004)
- Tussentijds (De Bezige Bij, 2008)
- Ruisch (De Bezige Bij, 2011)
- Totaal Loss (met composities en artwork van Louis Gauthier; Prometheus, 2011)
- Rotown Magic (uitgave in de Matchboox-serie met artwork van Louis Gauthier; Matchboox, 2012)
- Het Graf van Descartes (De Bezige Bij, 2013)
- Dag & nacht (bloemlezing gekozen en ingeleid door Ahmed Aboutaleb, De Bezige Bij, uitgegeven ter gelegenheid van de 70ste verjaardag van Jules Deelder, 2014)
- De onaf-hankelijke geest gelauwerd en geprezen (Commissie voor de Collectieve Propaganda van het Nederlandse Boek, 2015)
- Rotterdamse Kost (Poëziegeschenk voor de Poëzieweek 2017, Stichting voor de Collectieve Propaganda van het Nederlandse Boek)

### Proza
- Proza (verhalen; Boelen, 1976)

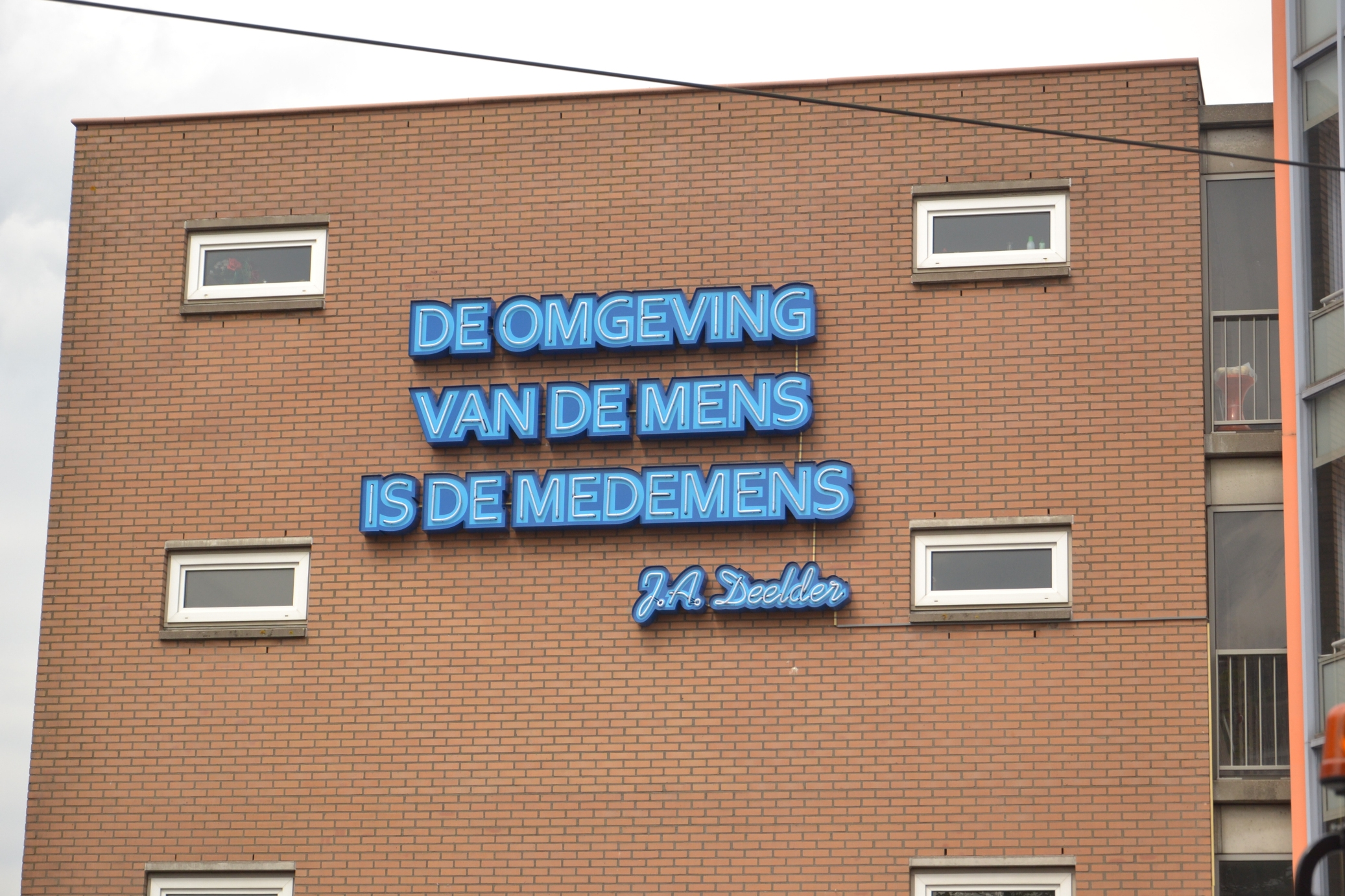
Deelder op een flat op de Nieuwe Binnenweg.

- The Dutch Windmill (biografie van Bep van Klaveren; Veen, 1980)
- Schöne Welt (verhalen; De Bezige Bij, 1982)
- Modern passé (verhalen; De Bezige Bij, 1984)
- Drukke dagen (verhalen; De Bezige Bij, 1985)
- Gemengde gevoelens (roman; De Bezige Bij, 1986)
- De T van Vondel (verhalen; De Bezige Bij, 1990)
- Jazz (verhalen; De Bezige Bij, 1992)
- Geheid Deelder: zes verhalen geschreven ter gelegenheid van het vijftigjarig jubileum van De Bezige Bij (De Bezige Bij, 1994)
- De bevrijding van Koos Spook (kinderboek; De Bezige Bij, 1995)
- De dikke van Deelder (Bundel: Schöne Welt, Modern passé, Drukke dagen, De T van Vondel); De Bezige Bij, 1997)
- (Hol Gelach), De Bezige Bij, 1997
- Angel eyes (solo voor trompettist)" (De Bezige Bij, 1998)
- Deelderama, De Bezige Bij, 2001 (Bundel: Gemengde Gevoelens, JAZZ, Geheid Deelder, (Hol Gelach), 'Angel Eyes')
- Konijnenhok op Overschie (moppenboek; De Bezige Bij, 2005)
- Vrijwel alle verhalen (verhalen; De Bezige Bij, 2009)
- Hard Gin (bloemlezing ter gelegenheid van zijn 75ste verjaardag, aangevuld met een nieuw verhaal; De Bezige Bij, 2019)

### Toneel
- Sneeuwwitje en de zeven dwergen (De Bezige Bij, 2000)
- Angel eyes: solo voor trompettist (De Bezige Bij, 1998)

### Vertalingen
- Jim Cartwright, Straat / Road (proza; De Kist, 1994)
- Sophocles, Antigone (toneel; De Bezige Bij, 2000)

### Stripboeken
- Amber & Akka (met tekeningen van Rob Peters; De Lijn, 1985)
- Professor Hilarius (met tekeningen van Rob Peters; De Lijn, 1985)

### Over Deelder
- Pieter van Oudheusden en Herbert Verhey, De mensch Deelder (Veen, 1986)
- Anton Slotboom, De zin van het leven ben je zelf - het compromisloze bestaan van Jules Deelder, (biografie, Just Publishers, november 2019)
- Anton Slotboom, De zin van het leven ben je zelf (aangepaste biografie, Just Publishers, 19 februari 2020)

## Discografie

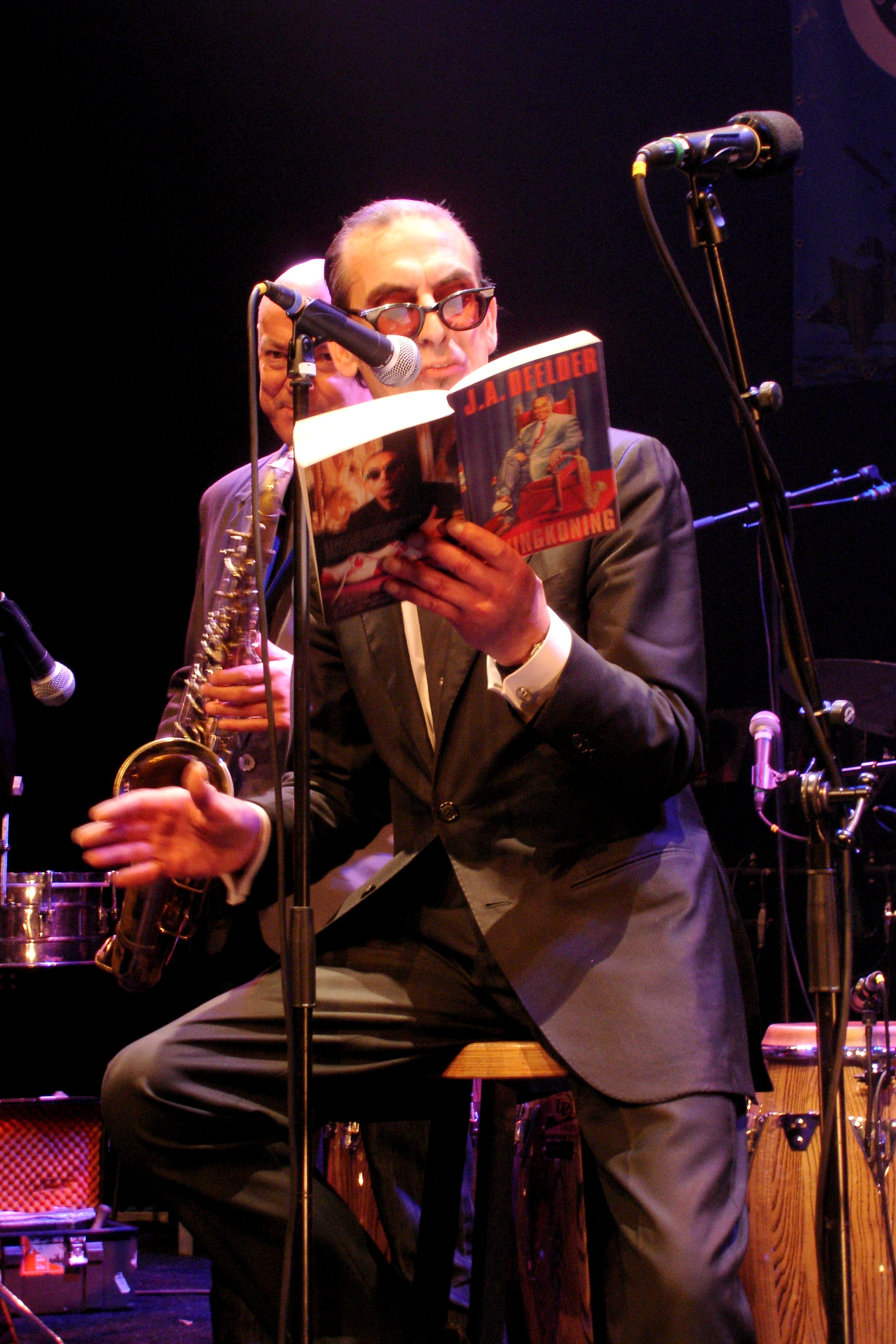
Jules Deelder treedt op met het New Cool Collective.

- Deelder Spreekt, integrale weergave van de gelijknamige theatershow (lp; EMI, 1986)
- Kiezen Of Deelder, integrale weergave van de gelijknamige theatershow (cd; BMG, 1990)
- Deelder Drumt Jazz, bevat muziek, verhalen en gedichten (cd; Zillion, 1993)
- Oh Kut, duet met Herman Brood (cd-single; Ariola, 1997)
- Deelder Draait, compilatie van muziek uit de jazzcollectie van Jules Deelder (cd, Sonic Scenery 2002)
- Deelder Draait Door, compilatie van muziek uit de jazzcollectie van Jules Deelder (cd, Sonic Scenery 2003)
- Deelder Blijft Draaien, compilatie van muziek uit de jazzcollectie van Jules Deelder (cd, Sonic Scenery 2004)
- Deelder Dubbelt (dubbel-cd, 2006)
- Deelder Rhythm, compilatie van muziek uit de jazzcollectie van Jules Deelder (cd, Sonic Scenery 2006)
- CDeelder Box, selectie uit eerdere compilaties en 12 nog niet eerder uitgegeven nummers uit de jazzcollectie van Jules Deelder (3 cd, Sonic Scenery 2010)
- Totaal Loss, muziek-poëziealbum in samenwerking met componist/designer Louis Gauthier (Uitgeverij Prometheus, 2011)
- De Deeldeliers (Embrace Records, 2012)
- De Deeldeliers Live (Embrace Records, 2013)
- De Deeldeliers - Deeldelirium (Spotlight Productions, 2015)

### Dvd's
| Dvd's met hitnoteringen in de Nederlandse Music Top 30 | Datum van verschijnen | Datum van binnenkomst | Hoogste positie | Aantal weken | Opmerkingen      |
| ------------------------------------------------------ | --------------------- | --------------------- | --------------- | ------------ | ---------------- |
| De Deeldeliers                                         | 2013                  | 09-02-2013            | 27              | 1            | met Bas van Lier |

## Theaterprogramma's
- Deelder spreekt (1985)

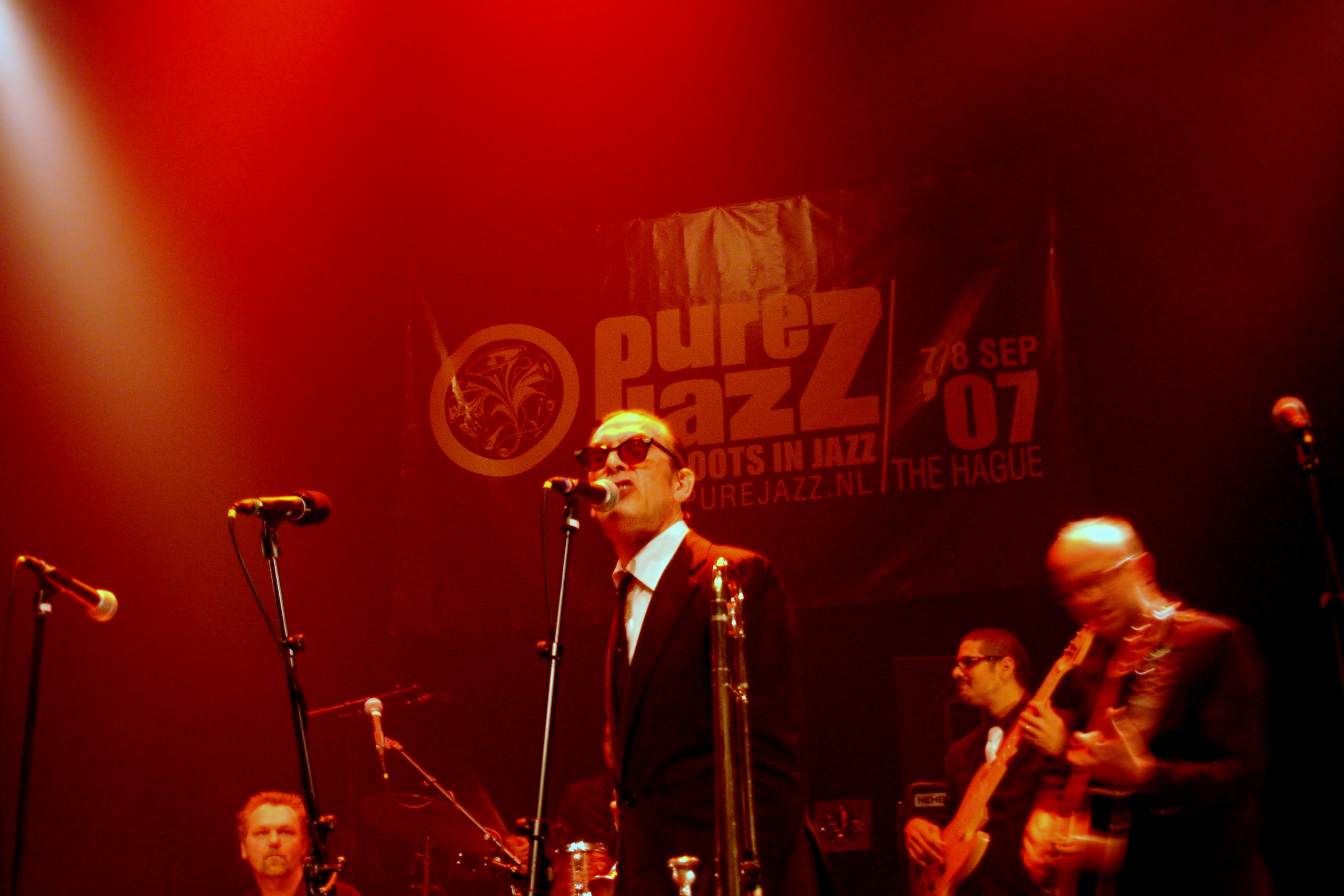
Jules Deelder en New Cool Collective in 2007

- Boulevard of Broken Dreams (1987), met Simon Vinkenoog, Herman Brood en Jacob Kanbier
- Ja! Deelder (1987)
- Deelder presenteert... (1988)
- Kiezen of Deelder (1989)
- Deelder draait door (1991)
- Deelder denkt (1993)
- Deelder leeft (1995)
- Deelder zingt (1997)
- Apocrief (1998-2000), met Bart Chabot en Herman Brood
- Voorwaarts nuts! (2000-2002)
- Deelderama (2002-2003)
- Kamadeeldra (2003-2004), met Kamagurka
- New Cool Collective & Jules Deelder & Ger Sax (2007-2009)
- De Deeldeliers (2013-2014)
- Deeldelirium (2014), met de Deeldeliers, op De Parade
- Swingtanzen Geboten (2015), met de Deeldeliers
- Deeldelibrium (2016), met de Deeldeliers, op De Parade
- Deeldelarie (2017), met de Deeldeliers